# Leptogaster crassitarsis
Leptogaster crassitarsis är en tvåvingeart som beskrevs av Frey 1937. Leptogaster crassitarsis ingår i släktet Leptogaster och familjen rovflugor. Inga underarter finns listade i Catalogue of Life.